# Norbert Silberbauer
Norbert Silberbauer (* 9. Mai 1959 in Eggenburg/Niederösterreich; † 7. Juni 2008) war ein österreichischer Autor.

## Biografie
Silberbauer studierte Germanistik und Geschichte, er war Mitarbeiter am Dokumentationsarchiv des österreichischen Widerstandes und Lehrer an der Handelsakademie Retz. Er schrieb Dramen, Lyrik und Prosa. Silberbauer lebte in Oberretzbach und Wien. Er starb im Juni 2008 im Alter von 49 Jahren nach einer schweren Krankheit.

## Publikationen (u. a.)
- »Der Himmel oben« (Stück; Uraufführung 1992)
- »Franz« (Roman; 1994)
- »Asyl« (Stück; Uraufführung 1995)
- »liebes-krank« (Gedichte; 2000)
- »Ende und Anfang« (Stück; 2000)
- "Manche Tage dauern Jahre", Gedichte / Offsetlithos von Johann Jascha / Edition Thurnhof Horn / 2000
- »Herr, es ist Zeit« (2001)
- »Die elf Gebote« (2002)
- »Was steuert die Ameisen« (2006).
- »Sieben Sündenfälle« (2008)
- »schön und irr« (Gedichte)
- »Silver Boys«